# Die Hard (filmserie)
Die Hard er en amerikansk actionfilmserie, der er baseret på Roderick Thorps roman Nothing Lasts Forever. Alle fem film omhandler hovedpersonen John McClane, der er en politibetjent fra New York City/Los Angeles, der igen og igen finder sig selv midt i en krise, hvor han er det eneste håb der kan afværge en katastrofe. Filmene har indspillet over $1,4 mia. på verdensplan.

## Film
| Film                      | Amerikansk udgivelsesdato | Instruktør(er) | Manuskriptforfatter(e)                 | Historie af                            | Producer(e)                                     |
| ------------------------- | ------------------------- | -------------- | -------------------------------------- | -------------------------------------- | ----------------------------------------------- |
| Die Hard                  | 15. juli 1988             | John McTiernan | Jeb Stuart and Steven E. de Souza      | Jeb Stuart and Steven E. de Souza      | Lawrence Gordon and Joel Silver                 |
| Die Hard 2                | 4. juli 1990              | Renny Harlin   | Steven E. de Souza and Doug Richardson | Steven E. de Souza and Doug Richardson | Charles Gordon, Lawrence Gordon and Joel Silver |
| Die Hard with a Vengeance | 19. maj 1995              | John McTiernan | Jonathan Hensleigh                     | Jonathan Hensleigh                     | John McTiernan and Michael Tadross              |
| Live Free or Die Hard     | 27. juni 2007             | Len Wiseman    | Mark Bomback                           | Mark Bomback and David Marconi         | Michael Fottrell                                |
| A Good Day to Die Hard    | 14. februar 2013          | John Moore     | Skip Woods                             | Skip Woods                             | Alex Young and Wyck Godfrey                     |

## Medvirkende og personel

### Medvirkende
| Karakter                    | Film                 | Film                | Film                      | Film                    | Film                    | Reklame              |
| Karakter                    | Die Hard             | Die Hard 2          | Die Hard with a Vengeance | Live Free or Die Hard   | A Good Day to Die Hard  | DieHard is Back      |
| --------------------------- | -------------------- | ------------------- | ------------------------- | ----------------------- | ----------------------- | -------------------- |
| Karakter                    | 1988                 | 1990                | 1995                      | 2007                    | 2013                    | 2020                 |
| John McClane                | Bruce Willis         | Bruce Willis        | Bruce Willis              | Bruce Willis            | Bruce Willis            | Bruce Willis         |
| Holly Gennero               | Bonnie Bedelia       | Bonnie Bedelia      | Bonnie Bedelia            |                         |                         |                      |
| Al Powell                   | Reginald VelJohnson  | Reginald VelJohnson |                           |                         |                         |                      |
| Richard Thornburg           | William Atherton     | William Atherton    |                           |                         |                         |                      |
| Lucy McClane                | Taylor Fry           |                     |                           | Mary Elizabeth Winstead | Mary Elizabeth Winstead |                      |
| John "Jack" McClane, Jr.    | Noah Land            |                     |                           |                         | Jai Courtney            |                      |
| Argyle                      | De'voreaux White     |                     |                           |                         |                         | De'voreaux White     |
| Theo                        | Clarence Gilyard Jr. |                     |                           |                         |                         | Clarence Gilyard Jr. |
| Hans Gruber                 | Alan Rickman         |                     |                           |                         |                         |                      |
| Karl Vreski                 | Alexander Godunov    |                     |                           |                         |                         |                      |
| Harry Ellis                 | Hart Bochner         |                     |                           |                         |                         |                      |
| Deputy Dwayne Robinson      | Paul Gleason         |                     |                           |                         |                         |                      |
| Col. William Stuart         |                      | William Sadler      |                           |                         |                         |                      |
| Captain Lorenzo             |                      | Dennis Franz        |                           |                         |                         |                      |
| Major Grant                 |                      | John Amos           |                           |                         |                         |                      |
| General Esperanza           |                      | Franco Nero         |                           |                         |                         |                      |
| Leslie Barnes               |                      | Art Evans           |                           |                         |                         |                      |
| Trudeau                     |                      | Fred Thompson       |                           |                         |                         |                      |
| Marvin                      |                      | Tom Bower           |                           |                         |                         |                      |
| Zeus Carver                 |                      |                     | Samuel L. Jackson         |                         |                         |                      |
| Simon Gruber                |                      |                     | Jeremy Irons              |                         |                         |                      |
| Walter Cobb                 |                      |                     | Larry Bryggman            |                         |                         |                      |
| Joe Lambert                 |                      |                     | Graham Greene             |                         |                         |                      |
| Connie Kowalski             |                      |                     | Colleen Camp              |                         |                         |                      |
| Mathias Targo               |                      |                     | Nick Wyman                |                         |                         |                      |
| Katya                       |                      |                     | Sam Phillips              |                         |                         |                      |
| Matt Farrell                |                      |                     |                           | Justin Long             |                         |                      |
| Thomas Gabriel              |                      |                     |                           | Timothy Olyphant        |                         |                      |
| Frederick 'Warlock' Kaludis |                      |                     |                           | Kevin Smith             |                         |                      |
| Miguel Bowman               |                      |                     |                           | Cliff Curtis            |                         |                      |
| Mai Linh                    |                      |                     |                           | Maggie Q                |                         |                      |
| Trey                        |                      |                     |                           | Jonathan Sadowski       |                         |                      |
| Yuri Komarov                |                      |                     |                           |                         | Sebastian Koch          |                      |
| Irina Komarov               |                      |                     |                           |                         | Yuliya Snigir           |                      |
| Alik                        |                      |                     |                           |                         | Radivoje Bukvic         |                      |
| Mike Collins                |                      |                     |                           |                         | Cole Hauser             |                      |
| Viktor Chagarin             |                      |                     |                           |                         | Sergei Kolesnikov       |                      |
| Murphy                      |                      |                     |                           |                         | Amaury Nolasco          |                      |
| Alexander                   |                      |                     |                           |                         |                         | Joey Plewa           |

### Personel
| Detaljer           | Film                           | Film                            | Film                      | Film                                                            | Film                             |
| Detaljer           | Die Hard                       | Die Hard 2                      | Die Hard with a Vengeance | Live Free or Die Hard                                           | A Good Day to Die Hard           |
| ------------------ | ------------------------------ | ------------------------------- | ------------------------- | --------------------------------------------------------------- | -------------------------------- |
| Instruktør         | John McTiernan                 | Renny Harlin                    | John McTiernan            | Len Wiseman                                                     | John Moore                       |
| Komponist          | Michael Kamen                  | Michael Kamen                   | Michael Kamen             | Marco Beltrami                                                  | Marco Beltrami                   |
| Filmfotograf       | Jan de Bont                    | Oliver Wood                     | Peter Menzies, Jr.        | Simon Duggan                                                    | Jonathan Sela                    |
| Klipper(e)         | Frank J. Urioste John F. Link  | Robert A. Ferretti Stuart Baird | John Wright               | Nicholas Del Toh                                                | Dan Zimmerman                    |
| Produktionsselskab | Silver Pictures Gordon Company | Silver Pictures Gordon Company  | Cinergi Pictures          | Dune Entertainment Cheyenne Enterprises Ingenious Film Partners | Giant Pictures TSG Entertainment |
| Distributør        | 20th Century Fox               | 20th Century Fox                | 20th Century Fox          | 20th Century Fox                                                | 20th Century Fox                 |
| Udgivelsesdato     | 15. juli, 1988                 | 4. juli, 1990                   | 19. maj, 1995             | 27. juni, 2007                                                  | 14. februar, 2013                |
| Spilletid          | 132 minutter                   | 124 minutter                    | 131 minutter              | 129 minutter                                                    | 97 minutter                      |